# Parellada
Parellada ist eine Weißweinsorte.

Parellada – kurz vor der Ernte.

Sie wird in Spanien überwiegend in der Denominación de Origen Penedès angebaut und ist die höchstwertige und eine der wichtigsten weißen Rebsorten in der Region Katalonien. Sie heißt auch Montonec und wird unter anderem zusammen mit den Sorten Macabeo und Xarel·lo zur Produktion von Cava verwendet. Zugelassen ist sie auch in den geschützten Herkunftsbezeichnungen Cariñena und Costers del Segre. Sie reift spät und erreicht nur einen relativ niedrigen Alkoholgehalt, liefert daher nur leichtere Weißweine und ist nicht allzu lange lagerfähig.
Gute Ergebnisse liefern die Verschnittweine mit den international bekannten Rebsorten Sauvignon Blanc und Chardonnay.
Im Jahr 2000 betrug die bestockte Rebfläche in Spanien 10.415 ha.
Siehe auch den Artikel Weinbau in Spanien sowie die Liste von Rebsorten.

## Synonyme
Die Rebsorte Parellada ist auch unter den Namen Martorella, Montonec, Montonech, Montonega, Montoneo, Montonero, Montonet, Parellada blanc, Perelada und Perellada bekannt.